# Klaviertrio op. 38 (Beethoven)
Das Klaviertrio op. 38 (»Grand Trio«) in Es-Dur  ist eine kammermusikalische Komposition von Ludwig van Beethoven für Klavier, Klarinette/Violine und Violoncello.

## Entstehung
Das Klaviertrio basiert auf Beethovens 1799 entstandenen Septett in Es-Dur op. 20, das der Komponist kurz nach seiner Entstehung als Klaviertrio arrangierte. Die Veröffentlichung des Klaviertrios erfolgte erst nach dem Jahr 1807. Er widmete dieses Trio seinem Arzt Johann Adam Schmidt.

## Zur Musik
Im Zuge der Umarbeitung passte Beethoven den Streichersatz des Septetts für das Klavier an; der Violinpart wird dabei von der rechten Hand übernommen.
Wie es auch in Beethovens Klaviertrio B-Dur op. 11, dem „Gassenhauer-Trio“, der Fall ist, lässt sich der Violinpart von op. 38 auch mit Klarinette spielen. In der Tat hat der Klarinettenpart bei der Bearbeitung die wenigsten Veränderungen erfahren. Musikwissenschaftler Eberhard Enß vermutete, Beethoven könnte die Bearbeitung des Septetts für einen bestimmten Klarinettisten vorgenommen haben.
Weitreichend gegenüber dem Septett verändert wurde hingegen der Cellopart, der nun auch Funktionen der anderen Stimmen übernimmt.

### Belege
- Dörte Schmidt: Kammermusik mit Bläsern und der Umbau des Gattungssystems, in: Beethoven-Handbuch. Bärenreiter, Kassel 2009, in: Sven Hiemke (Hrsg.): Beethoven-Handbuch. Bärenreiter, Kassel 2009, ISBN 978-3-7618-2020-9. S. 535–539

### Weiterführende Literatur
- Arnold Feil: Septett für Streicher und Bläser op. 20 (zusammen mit dem Klaviertrio Es-Dur op. 38), In: Carl Dahlhaus, Albrecht Riethmüller und Alexander L. Ringer (Hrsg.): Beethoven – Interpretationen seiner Werke., 1994, Band 1, S. 161–170